# Adelpha phylaca
Adelpha phylaca is een vlinder uit de onderfamilie Limenitidinae van de familie Nymphalidae. De wetenschappelijke naam van de soort werd als Heterochroa phylaca in 1866 gepubliceerd door Henry Walter Bates.